# Vicarius Filii Dei
Vicarius Filii Dei (лат. Вікарій Сина Божого) — формулювання, яке використовувалась у підробленому  середньовічному Дарі Костянтина і стосувалося апостола Петра. Також воно фігурує в аргументах ряду протестантських груп, які вбачали в ньому «Число диявола» (666) з Апокаліпсису і, відповідно, асоціювали Папу з Антихристом.

## Походження формулювання
Римо-католицька церква називає Папу Римського наступником апостола Петра та намісником Ісуса Христа, який, в той же час, усіма християнами вважається Сином Божим. Одним із офіційних титулів Папи Римського є титул Vicarius Christi, тобто «Намісник Христа».
Формулювання Vicarius Filii Dei вперше зустрічається у так званому Дарі Костянтина — підробленому документі середньовічної епохи, в якому говорилося про передачу Костянтином І верховної влади над Західною Римською імперією главі Римської церкви. «Намісником Сина Божого» в цьому документі був названий Апостол Петро, тоді як понтифіки «заміщають самого главу апостолів».
Протягом близько 800 років дар Костянтина вважався справжнім і використовувався, а також цитувався Папами як аргумент для зміцнення влади у світських справах. Проте, як підкреслюють католики, Vicarius Filii Dei ніколи не використовувався як офіційний титул Папи Римського.

## Число 666
Існує досить поширена думка про те, що формула Vicarius Filii Dei представляє число 666, яке, згідно з Об'явленням є числом звіра. Ця асоціація використовується переважно протестантами як аргумент проти Папи Римського. Прихильники цієї версії як правило вважають, що Vicarius Filii Dei був офіційним титулом Папи Римського, а також вважають, що ці слова були зображені на тіарі або митрі Римських Пап.

### Робота Андреаса Гельвіґа
Першою роботою, що асоціювала «число диявола» зі Святим Престолом, стала робота професора Андреаса Гелвіґа (Andreas Helwig) 1612 року «Римський антихрист» (Antichristus Romanus). Підрахувавши числові еквіваленти для різних варіантів титулу Папи Римського латинською, грецькою та єврейською мовами, він знайшов, що формулювання Vicarius Filii Dei і дає «число звіра». Підрахунок здійснюється так: VICARIVS FILII DEI = 5+1+100+1+5+1+50+1+1+500+1 = 666, де 'U' взято як 'V'.
Сам Гельвіґ розглядав це формулювання радше як розширення історичного Vicarius Christi, ніж як офіційний титул і не говорив про наявність такого надпису на тіарах чи митрах. До французької революції відкриття Гельвіґа не набуло широкої відомості. Пізніше, однак, протестанти активно використовували підрахунки Гельвіґа, розглядаючи Vicarius Filii Dei як офіційний титул та стверджуючи, що цей надпис був присутнім на папській тіарі та/або митрі.

### Позиція Церкви Адвентистів сьомого дня

Публікація адвентистів стосовно зв'язку Папи і числа 666

1866 року Урія Сміт (en:Uriah Smith) представив числове тлумачення в у Церкві Адвентистів сьомого дня.  В газеті The United States in the Light of Prophecy він написав

| Папа носить викладений дорогоцінними каміннями на своїй короні титул: «Vicarius Filii Dei,» «Намісник Сина Бога;» числове значення цього титулу в точності є шістсот шістдесят шість. Це число звіра і папства; це число його імені, який він прийняв у своєму титулі…[9] |
Проте реакція адвентистів була різною. Наприклад, Дж. Н. Ендрюс (en:J. N. Andrews) розділив погляд Сміта проте ряд інших не погодилися зі Смітом. Всередині XX століття в одній з адвентистських книжок було поміщено фотографію папською тіари зі словами «Vicarius Filii Dei» доданими художником. Оригінал фотографії був узятий з Ватиканського музею на прохання адміністратора Церкви адвентистів В. В. Прескотт, однак сам Прескотт був шокований, коли побачив спотворену фотографію у книзі. Тоді на Генеральній конференції адвентистів було вирішено припинити друк книги поки фотографія не буде вилучена. 
Варто зазначити, що окрім суми літер Vicarius Filii Dei, адвентисти намагалися віднайти й інші «біблійні ознаки» цієї влади. В той же час, як один із контраргументів, католики зазначають, що ім'я Олени (Еллен) Уайт, одної зі співзасновниць Церкви Адвентистів сьомого дня, також при підрахунку дає число 666, якщо рахувати U як V, a W як V+V.

### Папська тіара
Прихильники версії, що Папа носив титул Vicarius Filii Dei вважають, що доказом може слугувати Тіара — папська корона, на якій ці слова на їхню думку раніше були складені дорогоцінними каменями. Прихильниками цієї версії приводяться документи, в яких люди стверджують, що особисто бачили тіару з таким написом. Наприклад, таким є свідчення Бальтазара Гофмана, який стверджує, що

| …На Великоднім служінні в 1845 році Папа Григорій XVI був у потрійній короні, на якій був присутній напис із діамантів: Vicarius Filii Dei. Нам сказали, що слово Dei складається із сотні діамантів. Інші слова були викладені дорогоцінним какамінням більш темного відтінку. На кожній короні було по одному слову — фраза не була написана в одну лінію. Я був присутній на службі, бачив корону чітко й детально це помітив.[13] |.
Католики спростовують твердження адвентистів. З одного боку, якщо адвентисти як правило говорять про одну тіару, то насправді існує декілька папських тіар. Всі старовинні тіари за винятком Тіари Георга XIII (1572—1585) були знищені 1798 року під час французької навали. Ряд тіар було створено після 1800 року і в подальшому вибір того чи іншого Папи на користь тієї чи іншої тіари визначався рядом чинників, таких як розмір голови Папи, комфортність, древність тіари тощо. Всі свідчення адвентистів про викладені слова Vicarius Filii Dei припадають на XIX століття. Оскільки всі тіари, що існували в XIX столітті збереглися до сьогодні, то ці свідчення легко спростовуються — жодна із існуючих тіар не містить подібних надписів.

### Папська митра
Не маючи доказів стосовно надпису Vicarius Filii Dei на папській тіарі, було припущено, що такий надпис існував на папській митрі. Ватикан має велику колекцію митр трьох категорій: Золота митра (mitra auriphrygiata), Розкошна митра (mitra pretiosa) та Проста митра (mitra simplex). Лише mitra pretiosa прикрашалася дорогоцінними каміннями і надавала би відображати надписи. Інші були однокольорові: перша — золота або з білого шовку відповідно.
Зображення Пап, що носять митру існують багато століть у малюнках, а в останнє століття і у фотографіях. Проте жодного джерела, незалежного від релігійних просувань Vicarius Filii Dei, в якому би були видно такі слова, не існує. У той час як тіари, як світські символи Папської влади іноді носити у присутності невеликих груп людей (наприклад, зустрічі з представниками дипломатичного корпусу), як і у присутності великих груп, митри мали однозначно літургійних характер, і тому їх носили під час релігійних церемоній у присутності великої кількості людей. Не існує, однак, незалежно підвтерджених повідомлень про те що Папа носив митру зі словами Vicarius Filii Dei.

## Виноски
1. ↑  Докладніше у статті Папа Римський
2. ↑  оригінальний текст латинською мовою. Архів оригіналу за 26 серпня 2009. Процитовано 4 серпня 2009.
3. ↑  Дар Костянтина, як він поданий в декреті Граціана, переклад російською мовою. Архів оригіналу за 7 січня 2009. Процитовано 4 серпня 2009.
4. ↑  Див. Об. 13:16-18
5. ↑  Праця Андреаса Гелвіґа (угорською мовою) (PDF). Архів оригіналу (PDF) за 10 квітня 2009. Процитовано 8 серпня 2009. [Архівовано 2009-04-10 у Wayback Machine.]
6. ↑  Див. Leroy Edwin Froom, Prophetic Faith of Our Fathers, vol. 2, pp. 605—608. Compare Ibid., p. 649; vol. 3, pp. 228, 242.
7. ↑  Seventh-day Adventist Bible Commentary, 223
8. ↑  See Review and Herald 28:196, November 20, 1866 [Архівовано 27 вересня 2007 у Wayback Machine.].
9. ↑  Uriah Smith, The United States in the Light of Prophecy. Battle Creek, Michigan: Seventh-day Adventist Publishing Association (1884), 4th edition, p.224.
10. ↑  The Three Angels of Revelation XIV. 6-12, p.109. 1877 reprint. Cited from Adventist Bible Commentary
11. ↑  Gilbert M. Valentine, The Shaping of Adventism: The Case of W. W. Prescott (Andrews University Press, 1992), p273-75
12. ↑  Seventh Day Adventists and the Number 666 : What They will Never Tell You:. Архів оригіналу за 2 травня 2009. Процитовано 4 серпня 2009.
13. ↑  лист Бальтазара Гофмана, 1908 р.
14. ↑  Див. напр. список існуючих папських тіар[en] в англійській Вікіпедії